# Maronia mapeta
Maronia mapeta är en fjärilsart som beskrevs av Druce 1891. Maronia mapeta ingår i släktet Maronia och familjen nattflyn. Inga underarter finns listade i Catalogue of Life.